# Вајерштрасова теорема о екстремној вредности
Вајерштрасова теорема о екстремној вредности (Теорема о екстремној вредности) у математичкој анализи тврди да ако је функција  f(x) непрекидна на затвореном интервалу , тада f(x) има максималну и минималну вредност на том интервалу најмање једном.
То јест, постоје бројеви c, и  d у интервалу , такви да за свако  у  важи
{\displaystyle f(c)\leq f(x)\leq f(d).}
Слабија верзија ове теореме је теорема о ограничнеости, која тврди да је f(x), ако је непрекидна на затвореном интервалу , ограничена на том интервалу. То јест, постоје бројеви l и L, такви да за свако  у  важи
{\displaystyle l\leq f(x)\leq L.}
Вајерштрасова теорема о екстремној вредности појачава теорему о ограничености тврдњом да не само да је функција ограничена, већ да има и најмању горњу границу као максимум, и највећу доњу границу као минимум.
Вајерштрасова теорема о екстремној вредности се користи у доказу Ролове теореме.

## Доказ теореме
Навешћемо доказ за максимум, а доказ за минимум је врло сличан. Такође, треба имати у иду да је цео доказ изведен у контектсту реалних бројева.
Прво доказујемо теорему о ограничености, која је корак у доказивању Вајерштрасове теореме о екстремној вредности. Основни кораци у доказу теореме о екстремној вредности су:
1. Доказати теорему о ограничености.
2. Наћи низ, такав да његова слика конвергира супремуму од f.
3. Показати да постоји подниз који конвергира тачки унутар домена.
4. Користити непрекидност да се покаже да слика низа конвергира супремуму.

### Доказ теореме о ограничености
Претпоставимо да f није ограничена. Тада, по Архимедовом својству реалних бројева, за свако m, постоји x унутар  такво да . Специјално, за свако k из N, постоји {\displaystyle x_{k}} такво да f({\displaystyle x_{k}}) > k. Ово дефинише низ {\displaystyle x_{k}}. Како је  ограничено, по Болцано-Вајерштрасовој теореми, постоји конвергентан подниз {{\displaystyle x_{n_{k}}}} од {{\displaystyle x_{k}}}. Како је  затворен, {{\displaystyle x_{n_{k}}}} конвергира неком x у . Како је  непрекидна на , знамо да f({\displaystyle x_{n_{k}}}) конвергира ка f(x). Али, f({\displaystyle x_{n_{k}}}) > {\displaystyle n_{k}} >  за свако k, што имплицира да f({\displaystyle x_{n_{k}}}) дивергира ка бесконачности, што је контрадикција. Следи да је f(x) ограничена одозго.

### Доказ Вајерштрасове теореме о екстремној вредности
Сада ћемо показати да f(x) има максимум унутар . Према теореми о ограничености, f је ограничено одогзо, постоји c најмања горња граница (супремум) од f(x). Неопходно је наћи {\displaystyle x_{0}} у  такво да {\displaystyle c=f({x_{0}})}. Нека је n природан број. Како је c најмања горња граница, {\displaystyle c-1/n} није горња граница за f(x). Стога, постоји {\displaystyle x_{n}} у  такво да {\displaystyle c-1/n} < ({\displaystyle x_{n}}). Ово дефинише низ {{\displaystyle x_{n}}}. Како је c горња граница за f(x), {\displaystyle c-1/n} < ({\displaystyle x_{n}}) ≤ c за свако n. Стога, {({\displaystyle x_{n}})} конвергира ка c.
Болцано-Вајерштрасова теорема нам говори да {{\displaystyle x_{n_{k}}}} постоји у {{\displaystyle x_{n}}} такво да {{\displaystyle x_{n_{k}}}} конвергира неком {\displaystyle x_{0}} и, како је  затворен, {\displaystyle x_{0}} је унутар . Како је  непрекидна на , {({\displaystyle x_{n_{k}}})} конвергира ка f({\displaystyle x_{0}}). Али, {({\displaystyle x_{n_{k}}})} је подниз {({\displaystyle x_{n}})} који конвергира ка c, па {\displaystyle c=f(x_{0})}. Тада је {\displaystyle x_{0}} максимум f(x).

## Примери
Следећи примери показују зашто домен функције мора да буде затворен и ограничен.
Ограничен. f(x) = x дефиницана на {\displaystyle [0,\infty )} није ограничена одозго.
Затворен. f(x) = x дефинисана на [0,1) никад не постиже своју најмању горњу границу, 1.

## Тополошка формулација
У општој топологији, Вајерштрасова теорема о екстремној вредности потиче из опште чињенице да је компактност очувана под непрекидношћу, и чињенице да је подскуп реалне праве компактан ако и само ако је и затворен и ограничен.